# Les Stances à Sophie (roman)
Pour les articles homonymes, voir Les Stances à Sophie.
Les Stances à Sophie est un roman français de Christiane Rochefort paru chez Grasset en 1963.

## Résumé
Ce livre raconte la rencontre de Céline, jeune femme menant une vie de Bohème, avec Philippe Aignan, cadre bourgeois. Philippe la convainc de l'épouser, de se ranger, de devenir sa femme au foyer. Elle y gagne une bonne, un manteau en vison, un appartement de standing. Elle y perd sa liberté, elle s'éteint.
Elle trouve vite cette nouvelle vie étouffante. Le livre nous plonge dans sa vision ironique,  de son nouveau milieu, aux discours mondains creux, au conformisme extrême sous couvert de progressisme. Heureusement quelques figures l'aident à ne pas sombrer, telle Julia, femme d'un ami de Philippe, ou les frère et sœur de ce dernier. Céline retrouvera sa (vraie) vie à la suite d'un événement tragique.

## Adaptation
Les Stances à Sophie, film réalisé par Moshé Mizrahi sorti en 1971